# 藍皮書計劃
藍皮書計劃（英語：Project Blue Book）是美國空軍為調查不明飛行物（UFO）而成立的研究計劃。
成立於1952年，於1969年12月被命令終止，但持續活動到1970年1月。

## 計劃之前的研究
1947年美國興起了一陣「飛碟」狂潮，當時成立了「Project Sign」來進行相關研究。「Project Sign」並沒有對各種不明飛行物的目擊事件下正式結論。
相關研究後來在「Project Grudge」之下繼續。「Project Grudge」如此總結：雖然有23%的不明飛行物報導無法解釋，大多數不明飛行物都只是被誤認的自然現象或是其他普通東西。

## 藍皮書計劃
藍皮書計劃是相關研究的第三波。成立於1952年，于1969年12月被命令終止，但持續活動到1970年1月。
該計劃收集了12618件UFO報告，最後總結：大部分報告都只是誤認了自然現象（雲、星星等）或是普通飛行物。少數幾件是謊報。有701件（約6%）被歸類為原因不明。這份報告被歸檔了。現在因為資訊公開法而可以取得，但其中提到的人名和所有證人的人事資料已經被塗去。
該計劃的第一任負責人是愛德華·魯佩爾特上尉。在他的命令下，研發出一套不明飛行物的標準報告格式。他也是正式發明「UFO」一詞（直譯為「不明飛行物」）的人，取代了當時所用不準確而且有暗示性的「飛碟」一詞。他在退役之後，寫了《The Report on Unidentified Flying Objects》一書，描述美國空軍1947年到1955年對不明飛行物的調查。
該計劃的科學顧問是天文學家約瑟夫·艾倫·海尼克。他一直為該計劃工作直到計劃結束，並且創始了一套分類系統。這套分類系統後來被延伸為今日所知的近距離接觸分類。他一開始持懷疑論，但後來自稱有些猶豫。由於他的履歷，在1970年代他或多或少算是這方面的權威。他在聯合國大會上對此議題發言過，並且是電影《第三類接觸》的技術顧問。

## 媒體
| 時間（年） | 影片名稱與首字母 | 影片名稱與首字母   | 說明                        |
| ---------- | ---------------- | ------------------ | --------------------------- |
| 1978       | P                | 《不明飛行物計劃》 | 電視影集                    |
| 1990       | T                | 《雙峰》           | 電視影集                    |
| 1980       | G                | 《星際大爭霸1980》 | 電視影集                    |
| 2019       | P                | 《藍皮書計劃》     | 電視影集，2019年1月歷史頻道 |

## 外部連結
- Project Blue Book Archive （英文）
- The Project Bluebook Story and Facts （英文）